# Penny Oleksiak
Pour les articles homonymes, voir Oleksiak.
Penelope Oleksiak dite Penny Oleksiak, née le 13 juin 2000 à Toronto, est une nageuse canadienne, championne olympique sur 100 m nage libre en 2016 à Rio de Janeiro.

## Carrière
Aux Jeux olympiques d'été de 2016 à Rio de Janeiro, elle remporte la médaille de bronze du relais 4 × 100 mètres nage libre  avec Sandrine Mainville, Chantal Van Landeghem et Taylor Ruck. Elle remporte également la médaille d'argent du 100 mètres papillon ainsi que la médaille d'or au 100 mètres style libre, en établissant un record olympique lors de cette dernière épreuve, ex aequo avec l'Américaine Simone Manuel.

### Jeux olympiques
- Jeux olympiques d'été de 2020 à Tokyo (Japon) :
  -  Médaille d'argent au relais 4 × 100 m nage libre
  -  Médaille de bronze au 200 m nage libre
  -  Médaille de bronze au relais 4 × 100 m quatre nages
- Jeux olympiques d'été de 2016 à Rio de Janeiro (Brésil) :
  -  Médaille d'or au 100 m nage libre
  -  Médaille d'argent au 100 m papillon
  -  Médaille de bronze au relais 4 × 100 m nage libre
  -  Médaille de bronze au relais 4 × 200 m nage libre

### Championnats du monde

#### Grand bassin
- Championnats du monde 2017 à Budapest :
  -  Médaille de bronze du relais 4 × 100 m nage libre mixte
  -  Médaille de bronze du relais 4 × 100 m quatre nages mixte
- Championnats du monde 2019 à Gwangju (Corée du Sud) :
  -  Médaille de bronze du relais 4 × 100 m nage libre
  -  Médaille de bronze du relais 4 × 200 m nage libre
  -  Médaille de bronze du relais 4 × 100 m quatre nages
- Championnats du monde 2022 à Budapest :
  -  Médaille d'argent du relais 4 × 100 m nage libre.
  -  Médaille d'argent du relais 4 × 100 m nage libre mixte.
  -  Médaille de bronze du relais 4 × 200 m nage libre.
  -  Médaille de bronze du relais 4 × 100 m quatre nages.

## Famille dans le sport
Elle est la sœur du joueur de hockey professionnel, Jamieson Oleksiak.